# Pyrus calleryana
Pyrus calleryana Decne., 1871 è una pianta appartenente alla famiglia delle Rosacee.

## Distribuzione e habitat
La specie è diffusa in Cina, Giappone, Corea e Vietnam.
È ampiamente coltivata negli Stati Uniti, venendo considerata una specie invasiva.